# 森田健司
森田 健司（もりた けんじ、1974年10月 - ）は、日本の思想史学者。大阪学院大学経済学部教授。妻は漫画家のクスミ。

## 経歴
兵庫県神戸市生まれ。京都大学経済学部卒業、京都大学大学院人間・環境学研究科博士後期課程単位取得退学。2009年「武士道と日本近代思想形成史 「公共性」の日欧比較思想研究にむけて」で博士（人間・環境学）。
専門は江戸時代の社会思想史。特に、石田梅岩と石門心学に関する論文、著作が多数ある。江戸時代の庶民思想研究の一環として、かわら版や錦絵など、江戸時代～明治時代に作られた印刷物の考察も行っている。2016年以降は幕末・維新期に関する著作も発表しており、2018年に洋泉社から刊行された『西郷隆盛の幻影』は、『中央公論』2019年3月号の特集「新書大賞2019」において、小谷野敦と先崎彰容が年間ベスト1に選出している。また、2023年12月23日付『朝日新聞』掲載の特集記事、「朝日新聞書評委員による『今年の3点』」にて、保阪正康が『増補新版 現代語訳 墨夷応接録・英国策論』（作品社）を同年に刊行された書籍ベスト3の1つに選んでいる。
2024年11月、『異国人たちの江戸時代』（作品社）で日本比較生活文化学会賞を受賞。

## 単著
- 『石門心学と近代　思想史学からの近接』 八千代出版 （2012年） ISBN 978-4-8429-1576-0
- 『石田梅岩　峻厳なる町人道徳家の孤影』 かもがわ出版 （2015年） ISBN 978-4-7803-0768-9
- 『かわら版で読み解く江戸の大事件』 彩図社 （2015年） ISBN 978-4-8013-0080-4
- 『なぜ名経営者は石田梅岩に学ぶのか?』 ディスカヴァー・トゥエンティワン （2015年） ISBN 978-4-7993-1777-8　
  - 『なぜ名経営者は石田梅岩に学ぶのか?』 ディスカヴァー携書 （2019年） ISBN 978-4-7993-2424-0
- 『外国人が見た幕末・明治の日本』 彩図社 （2016年） ISBN 978-4-8013-0133-7
- 『明治維新という幻想』 洋泉社歴史新書 （2016年） ISBN 978-4-8003-1116-0
  - 『明治維新 偽りの革命』 河出文庫 （2021年） ISBN 978-4-3094-1833-9 増訂版
- 『江戸の瓦版』 洋泉社歴史新書 （2017年） ISBN 978-4-8003-1274-7
- 『西郷隆盛の幻影』 洋泉社歴史新書 （2018年） ISBN 978-4-8003-1438-3
- 『江戸暮らしの内側』 中公新書ラクレ （2019年） ISBN 978-4-1215-0642-9
- 『奇妙な瓦版の世界』 青幻舎 （2020年） ISBN 978-4-8615-2763-0
- 『山本七平と「仕事の思想」』 PHP研究所 （2021年） ISBN 978-4-5698-5032-0
- 『異国人たちの江戸時代』 作品社 （2023年） ISBN 978-4-8618-2999-4

## 共著・編著
- 『経済学入門』 八千代出版 （共著・2007年） ISBN 978-4-8429-1434-3
- 『明治維新 司馬史観という過ち』 悟空出版 （原田伊織との共著・2017年） ISBN 978-4-9081-1738-1
- 『現代語訳 墨夷応接録』 作品社 （編訳・校注・解説・2018年） ISBN 978-4-8618-2717-4
  - 『増補新版 現代語訳 墨夷応接録・英国策論 幕末・維新の一級史料』 作品社 （編訳・校注・解説・2023年） ISBN 978-4-8618-2998-7

## 番組出演
- 『世界一受けたい授業』 日本テレビ （2015年9月12日放送[6]）
- 『『大江戸事件帖　美味でそうろう』新感覚時代ミステリーの見どころ』 BS朝日 （2015年11月28日放送）
- 『林修の今でしょ!講座』 テレビ朝日 （2016年9月6日放送[7]）
- 『chouchou』 テレビ朝日
  - （江戸の屋台・2017年4月16日放送）
  - （浮世絵・2017年5月7日放送）
  - （江戸の旅行・2017年5月21日放送）
  - （博覧会・2017年6月5日放送）
  - （江戸の情報誌・2017年7月9日放送）
  - （江戸スイーツ・2017年8月20日放送
  - （江戸庶民の園芸ブーム・2017年9月10日放送）
  - （江戸のペットブーム・2017年9月24日放送）
  - （婚活!?江戸の習い事・2017年10月8日放送）[8]
  - （江戸のアウトドア・2017年11月12日放送）
  - （江戸の知育おもちゃ・2017年12月17日放送）
  - （江戸便利グッズ・2018年2月4日放送）
- 『世界ルーツ探検隊』 テレビ朝日 （2017年5月22日放送）
- 『キャスト』 朝日放送
  - （2017年5月25日放送）
  - （2017年7月13日放送）
  - （2017年10月5日放送）
  - （2018年1月11日放送）
  - （2018年11月26日放送）
- 『大江戸かわら版ワイドショー』 BS JAPAN （2017年7月15日放送[9]）
- 『視点・論点』 NHK （2017年9月6日放送[10]）
- 『ビーバップ!ハイヒール』 朝日放送 （2017年12月14日放送[11]）
- 『ニノさん』 日本テレビ （2018年2月4日放送）
- 『ラジオ深夜便』 NHKラジオ第1 （2018年3月19日・20日・21日・22日）
- 『諸説あり!』 BS-TBS （2018年4月28日）
- 『ゴジてれ Chu!』 福島中央テレビ （2018年9月27日）
- 『Japanology Plus』 NHKワールドTV （2018年12月11日[12]）
- 『歴史秘話ヒストリア』 NHK （2019年5月22日[13]）
- 『所さんの目がテン!』 日本テレビ （2019年5月26日）
- 『お江戸のリスクマネジメント』 テレビ東京 （2020年1月13日）
- 『歴史秘話ヒストリア』 NHK （2020年9月2日）
- 『歴史の専門家が選ぶ 難攻不落！ 最強の城総選挙』 テレビ朝日 （2022年9月26日）
- 『号外!日本史スクープ砲』 BS松竹東急 （2022年10月23日）
- 『英雄たちの選択』 NHK BS （2023年12月13日）

## その他
- 『『大江戸事件帖　美味でそうろう』新感覚時代ミステリーの見どころ』 監修 BS朝日 （2015年11月28日放送）
- 『大江戸事件帖　美味でそうろう』「お江戸豆講座」 監修 BS朝日 （2015年12月4日・5日放送）
- 『林修の今でしょ!講座』 監修 テレビ朝日 （2016年8月23日放送）
- 『林修の今でしょ!講座』 監修 テレビ朝日 （2016年11月8日放送）
- 『林修の今でしょ!講座』 監修 テレビ朝日 （2016年12月13日放送）
- 『林修の今でしょ!講座』 監修 テレビ朝日 （2016年12月27日放送）
- 『大江戸事件帖　美味でそうろう2』 歴史監修 BS朝日 （2017年2月17日放送）
- 『紀州藩主・徳川吉宗』 歴史監修 BS朝日 （2019年2月8日放送）
- 『音のVR バーチャル浮世絵』 江戸文化監修 KDDI（2021年12月15日公開[14]）
- 『新・暴れん坊将軍』 時代考証 テレビ朝日 （2025年1月4日放送）